# Oscarsgalan 1980
Oscarsgalan 1980 var den 52:a upplagan av Academy Awards, där det prestigefyllda amerikanska filmpriset Oscar delades ut till filmer som kom ut under 1979, och hölls på Dorothy Chandler Pavilion i Los Angeles den 14 april 1980. Årets värd var Johnny Carson för andra gången i rad.
Kramer mot Kramer blev årets storvinnare med fem vinster av dess åtta nomineraingar, inklusive för Bästa film, Bästa regi till Robert Benton och Bästa manliga huvudroll till Dustin Hoffman. Showtime, som hade lika många nomineringar som Kramer mot Kramer, belönades med fyra priser.
Justin Henry blev den yngsta Oscarsnominerade personen genom tiderna med en ålder på 8 år. Han var nominerad för Bästa manliga biroll i Kramer mot Kramer. Vann gjorde istället den 79-åriga Melvyn Douglas i Välkommen Mr. Chance!. Han var frånvarande från galan när den hölls så galan fick acceptera priset å Douglas vägnar.

## Vinnare och nominerade
Vinnarna listas i fetstil.
| Bästa film | Bästa regi |
| --- | --- |

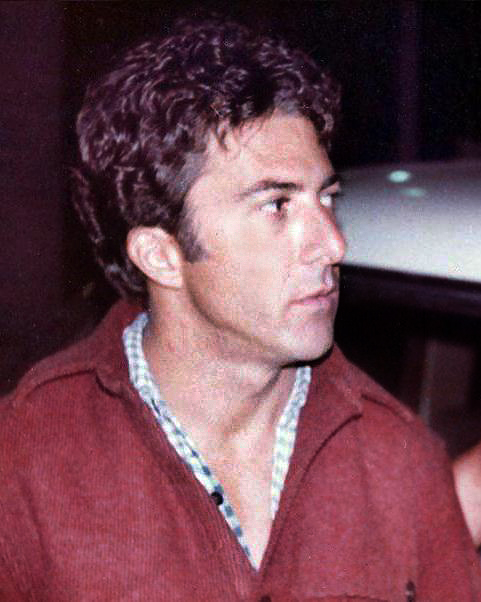
Dustin Hoffman
Bästa manliga huvudroll

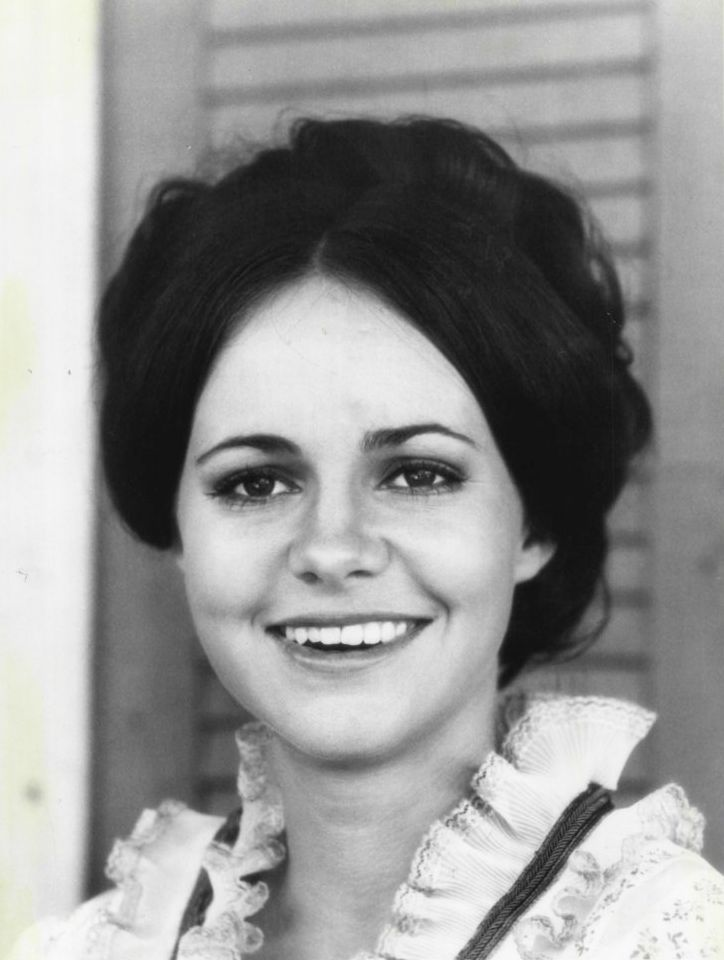
Sally Field
Bästa kvinnliga huvudroll

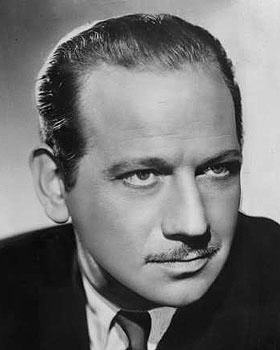
Melvyn Douglas
Bästa manliga biroll

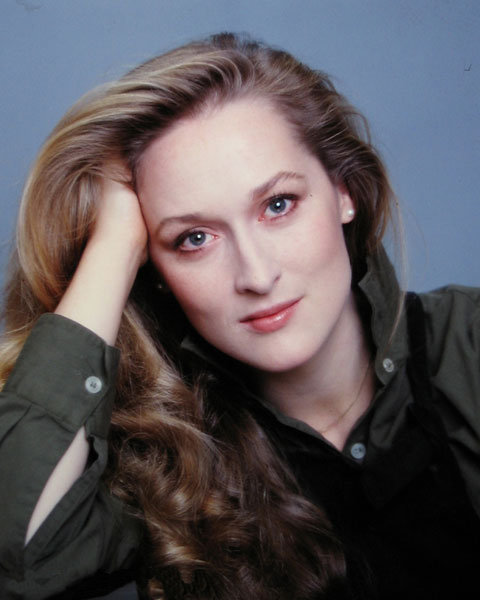
Meryl Streep
Bästa kvinnliga biroll

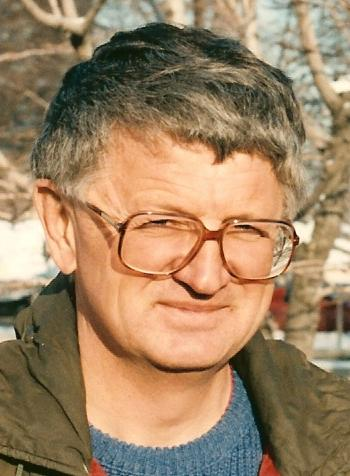
Steve Tesich
Bästa originalmanus

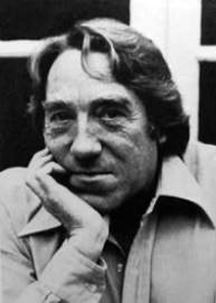
Georges Delerue
Bästa filmmusik

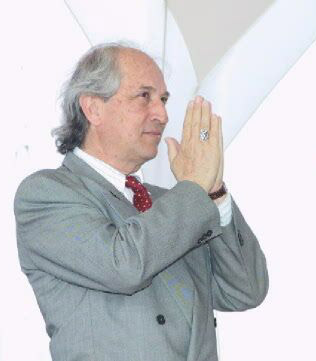
Vittorio Storaro
Bästa foto

| - Kramer mot Kramer – Stanley R. Jaffe - Apocalypse – Francis Ford Coppola, Fred Roos, Gray Frederickson och Tom Sternberg - Loppet är kört – Peter Yates - Norma Rae – Tamara Asseyev och Alexandra Rose - Showtime – Robert Alan Aurthur | - Robert Benton – Kramer mot Kramer - Francis Ford Coppola – Apocalypse - Bob Fosse – Showtime - Édouard Molinaro – Får jag presentera: Min mamma, herr Albin - Peter Yates – Loppet är kört |
| Bästa manliga huvudroll | Bästa kvinnliga huvudroll |
| - Dustin Hoffman – Kramer mot Kramer - Jack Lemmon – Kinasyndromet - Al Pacino – ...och rättvisa åt alla - Roy Scheider – Showtime - Peter Sellers – Välkommen Mr. Chance! | - Sally Field – Norma Rae - Jill Clayburgh – Börja om från början - Jane Fonda – Kinasyndromet - Marsha Mason – Andra gången gillt - Bette Midler – The Rose |
| Bästa manliga biroll | Bästa kvinnliga biroll |
| - Melvyn Douglas – Välkommen Mr. Chance! - Robert Duvall – Apocalypse - Frederic Forrest – The Rose - Justin Henry – Kramer mot Kramer - Mickey Rooney – Svarta hingsten | - Meryl Streep – Kramer mot Kramer - Jane Alexander – Kramer mot Kramer - Barbara Barrie – Loppet är kört - Candice Bergen – Börja om från början - Mariel Hemingway – Manhattan |
| Bästa originalmanus | Bästa manus efter förlaga |
| - Loppet är kört – Steve Tesich - Kinasyndromet – Mike Gray, T.S. Cook och James Bridges - Manhattan – Woody Allen och Marshall Brickman - ...och rättvisa åt alla – Valerie Curtin och Barry Levinson - Showtime – Robert Alan Aurthur och Bob Fosse | - Kramer mot Kramer – Robert Benton - Apocalypse – John Milius och Francis Ford Coppola - En liten kärlekshistoria – Allan Burns - Får jag presentera: Min mamma, herr Albin – Francis Veber, Édouard Molinaro, Marcello Danon och Jean Poiret - Norma Rae – Irving Ravetch och Harriet Frank Jr. |
| Bästa icke-engelskspråkiga film | Bästa sång |
| - Västtyskland – Blecktrumman - Frankrike – Une histoire simple - Italien – Dimenticare Venezia - Polen – Fröknarna från Wilko - Spanien – Mama cumple cien años | - "It Goes Like It Goes" från Norma Rae – Musik: David Shire; Text: Norman Gimbel - "I'll Never Say Goodbye" från The Promise – Musik: David Shire; Text: Alan Bergman och Marilyn Bergman - "It's Easy To Say" från Blåst på konfekten – Musik: Henry Mancini; Text: Robert Wells - "Rainbow Connection" från Mupparna – Musik och Text: Paul Williams och Kenneth Ascher - "Through the Eyes of Love" från Isdrömmar – Musik: Marvin Hamlisch; Text: Carole Bayer Sager |
| Bästa dokumentär | Bästa kortfilmsdokumentär |
| - Best Boy – Ira Wohl - Generation on the Wind – David Vassar - Going the Distance – Paul Cowan och Jacques Bobet - The Killing Ground – Steve Singer och Tom Priestley - USA - ut ur Vietnam! – Glenn Silber och Barry Alexander Brown | - Paul Robeson: Tribute to an Artist – Saul J. Turell - Dae – Risto Teofilovski - Koryo Celadon – Donald A. Connolly och James R. Messenger - Nails – Phillip Borsos - Remember Me – Dick Young |
| Bästa kortfilm | Bästa animerade kortfilm |
| - Board and Care – Sarah Pillsbury och Ron Ellis - Bravery in the Field – Roman Kroitor och Stefan Wodoslawsky - Oh Brother, My Brother – Carol Lowell och Ross Lowell - The Solar Film – Saul Bass och Michael Britton - Solly's Diner – Harry Mathias, Jay Zuckerman och Larry Hankin | - Grundsats 3 – Derek Lamb - Dream Doll – Bob Godfrey och Zlatko Grgic - It's So Nice to Have a Wolf Around the House – Paul Fierlinger |
| Bästa filmmusik | Bästa musikbearbetning |
| - En liten kärlekshistoria – Georges Delerue - Blåst på konfekten – Henry Mancini - Huset som gud glömde – Lalo Schifrin - Star Trek – Jerry Goldsmith - Utmaningen – Dave Grusin | - Showtime – Ralph Burns - Loppet är kört – Patrick Williams - Mupparna – Paul Williams och Kenny Ascher |
| Bästa ljud | Bästa kostym |
| - Apocalypse – Walter Murch, Mark Berger, Richard Beggs och Nathan Boxer - 1941 – Ursäkta, var är Hollywood? – Robert Knudson, Robert Glass, Don MacDougall och Gene S. Cantamessa - Den självlysande ryttaren – Arthur Piantadosi, Les Fresholtz, Michael Minkler och Al Overton Jr. - Meteor – William L. McCaughey, Aaron Rochin, Michael J. Kohut och Jack Solomon - The Rose – Theodore Soderberg, Douglas O. Williams, Paul Wells och James E. Webb | - Showtime – Albert Wolsky - Butch och Sundance – Superhjältarna – William Ware Theiss - Européerna – Judy Moorcroft - Får jag presentera: Min mamma, herr Albin – Piero Tosi och Ambra Danon - Mysteriet Agatha – Shirley Russell |
| Bästa scenografi | Bästa foto |
| - Showtime – Philip Rosenberg, Tony Walton, Edward Stewart och Gary J. Brink - Alien – Michael Seymour, Leslie Dilley, Roger Christian och Ian Whittaker - Apocalypse – Dean Tavoularis, Angelo P. Graham och George R. Nelson - Kinasyndromet – George Jenkins och Arthur Jeph Parker - Star Trek – Harold Michelson, Joseph R. Jennings, Leon Harris, John Vallone och Linda DeScenna                                                                   | - Apocalypse – Vittorio Storaro - 1941 – Ursäkta, var är Hollywood? – William A. Fraker - Det svarta hålet – Frank V. Phillips - Kramer mot Kramer – Néstor Almendros - Showtime – Giuseppe Rotunno |
| Bästa klippning | Bästa specialeffekter |
| - Showtime – Alan Heim - Apocalypse – Richard Marks, Walter Murch, Gerald B. Greenberg och Lisa Fruchtman - Kramer mot Kramer – Gerald B. Greenberg - The Rose – Robert L. Wolfe och Carroll Timothy O'Meara - Svarta hingsten – Robert Dalva | - Alien – H.R. Giger, Carlo Rambaldi, Brian Johnson, Nick Allder och Dennis Ayling - 1941 – Ursäkta, var är Hollywood? – William A. Fraker, A.D. Flowers och Gregory Jein - Det svarta hålet – Peter Ellenshaw, Art Cruickshank, Eustace Lycett, Danny Lee, Harrison Ellenshaw och Joe Hale - Moonraker – Derek Meddings, Paul Wilson och John Evans - Star Trek – Douglas Trumbull, John Dykstra, Richard Yuricich, Robert Swarthe, David K. Stewart och Grant McCune    |

## Specialpriser

### Heders-Oscar
- Hal Elias: "För hans hängivenhet och enastående tjänstgöring för akademien".
- Alec Guinness: "För avancerandet av skådespelskonsten genom en lång rad av minnesvärda och enastående prestationer".

### Special Achievement-Oscar
- Alan Splet, för ljudredigeringen av Svarta hingsten

### Medal of Commendation
- John Aalberg, Charles G. Clarke och John G. Frayne

### Jean Hersholt Humanitarian Award
- Robert Benjamin (postum)

### Irving G. Thalberg Memorial Award
- Ray Stark

## Flera nomineringar och vinster

### Filmer med flera nomineringar
- 9 nomineringar: Kramer mot Kramer och Showtime
- 8 nomineringar: Apocalypse
- 5 nomineringar: Loppet är kört
- 4 nomineringar: Kinasyndromet, Norma Rae och The Rose
- 3 nomineringar: 1941 – Ursäkta, var är Hollywood?, Får jag presentera: Min mamma, herr Albin och Star Trek
- 2 nomineringar: Alien, Blåst på konfekten, Börja om från början, Det svarta hålet, En liten kärlekshistoria, Manhattan, Mupparna, ...och rättvisa åt alla, Svarta hingsten och Välkommen Mr. Chance!

### Filmer med flera vinster
- 5 vinster: Kramer mot Kramer
- 4 vinster: Showtime
- 2 vinster: Apocalypse och Norma Rae